# Аникин, Владимир Иванович
Влади́мир Ива́нович Ани́кин (25 мая 1941, Москва — 15 октября 2022) — советский и российский учёный-экономист, заведующий кафедрой управления и информатики, почётный преподаватель Дипломатической академии МИД России. Доктор экономических наук, профессор; заслуженный деятель науки РФ (2000). Один из создателей Информационной системы по внешнеполитическим вопросам МИД РФ. Эксперт-консультант МИД РФ по специализации «Управление и информатизация во внешнеполитической деятельности». Имеет дипломатический ранг «советник 1-го класса».

## Биография

### Образование
В 1963 году окончил Московский инженерно-строительный институт по специальности «автоматизация производственных процессов», в 1979 году — аспирантуру Московского института электронной техники по специальности «экономика, организация управления и планирования в народном хозяйстве», в 1989 году — Высшие курсы иностранных языков МИД РФ, в 1993 году — Дипломатическую академию МИД РФ по специальности «международные экономические отношения», в 1996 году — Институт управления оборонными ресурсами (США).

### Трудовая деятельность
В 1963—1968 годах — инженер, старший инженер, руководитель группы проектного института «Гипроречтранс».
В 1968—1984 годах — ведущий инженер, начальник сектора, начальник отдела НПО «Механика».
В 1975—1986 годах являлся при этом научным руководителем разработки прогнозов развития отраслей Военно-промышленного комплекса, в том числе электронной промышленности, и членом Межотраслевого Координационного Совета от Министерства электронной промышленности СССР.
В 1984—1986 годах — заместитель генерального директора ПКО «Союзэлектронпроект».
В 1986—1988 годах — заведующий проблемной научно-исследовательской лабораторией в Дипломатической академии МИД СССР.
В 1993—1995 годах — декан факультета подготовки и переподготовки Дипломатической академии.
В 2000—2005 годах — руководитель экономического отдела Посольства России на Украине, главный экономический советник Специального представителя Президента РФ, Чрезвычайного и полномочного Посла РФ на Украине В. С. Черномырдина.

## Научные достижения
Автор более 100 научных трудов (включая 12 монографий, учебников и учебных пособий), публицистических статей, прогнозных исследований. Его труды известны и признаны в научных и дипломатических кругах в России и за рубежом (США, Германия, Чехия, Куба); он неоднократно выступал с лекциями в университетах и научных центрах США, Югославии, Кубы.
Автор 4 внедрённых изобретений.

## Награды
- Лауреат Премии им. А. С. Попова (1974)
- Орден «Знак Почёта»[2]
- Почётное звание «Заслуженный деятель науки Российской Федерации» (2000) — за заслуги в научной деятельности[3]